# Erich O. Krueger
Erich O. Krueger (geb. 1895 in Emilienthal, Kreis Osterode (Ostpreußen); gest. 1956 in Berlin) war ein deutscher Fotograf. Bekannt geworden ist er durch seine Fotografien aus Berlin aus der Zeit unmittelbar nach Ende des Zweiten Weltkriegs.

## Lebensweg
Über Erich O. Kruegers Biographie ist wenig bekannt. Er war gelernter Landwirt. Von 1929 bis 1932 lebte Krueger in Tansania, wo er vergeblich versuchte, sich eine wirtschaftliche Existenz aufzubauen. Nach seiner Rückkehr nach Deutschland arbeitete Krueger von 1932 bis 1939 in Berlin als Handelsvertreter für Feuerlöscher der Total (Feuerschutz) KG. In den Jahren 1940 und 1941 absolvierte der langjährige begeisterte Amateurfotograf eine Ausbildung zum „Bildberichter“ (Fotoreporter). Danach war er wahrscheinlich für die Bildagentur „Atlantic“ tätig. Diese Bildagentur gehörte seit 1933 zum Reichsministerium für Volksaufklärung und Propaganda. Ende 1944 wurde Krueger zum Kriegsdienst eingezogen, noch im selben Jahr geriet er in sowjetische Kriegsgefangenschaft. Nach seiner Rückkehr aus sowjetischer Kriegsgefangenschaft im Oktober 1945 begann Krueger, den Nachkriegs-Alltag in Berlin zu fotografieren. Die meisten seiner Bilder entstanden 1946, vor allem im West-Teil der Stadt. 1947 wurde Krueger Mitglied im Verband der deutschen Presse (VDP), der am 10. Oktober 1945 vom Alliierten Kontrollrat genehmigt worden war. Ab 1949 war Krueger bis zu seinem Tod im Jahr 1956 als Theaterfotograf in West-Berlin tätig.
Krueger hatte einen Sohn namens Wolfgang, der ebenfalls fotografierte und mit dem er zusammenarbeitete.
Erich O. Krueger wurde nur 61 Jahre alt.
Kruegers Fotos bleiben zunächst weitgehend unbekannt; ein großer Teil wurde von ihnen wurde erstmals im Jahr 2015 veröffentlicht. Das Berliner Landesarchiv (Archivsignatur: F Rep. 290-02-01) sowie das Bundesarchiv bewahren etliche Fotografien von Erich O. Krueger auf.

## Galerie

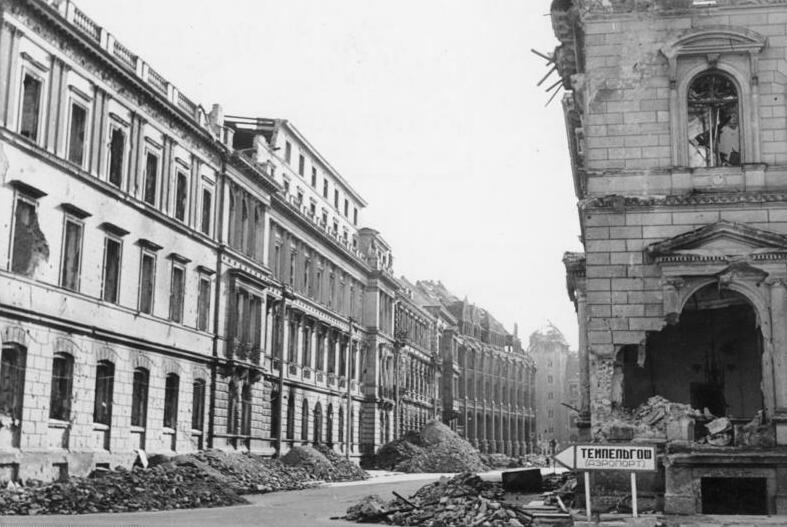
Zerstörungen in der Voßstraße
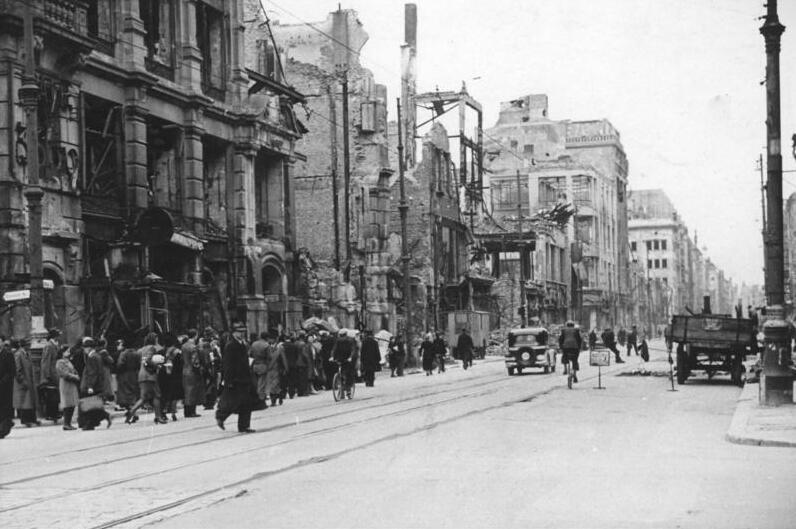
Zerstörungen in der Leipziger Straße
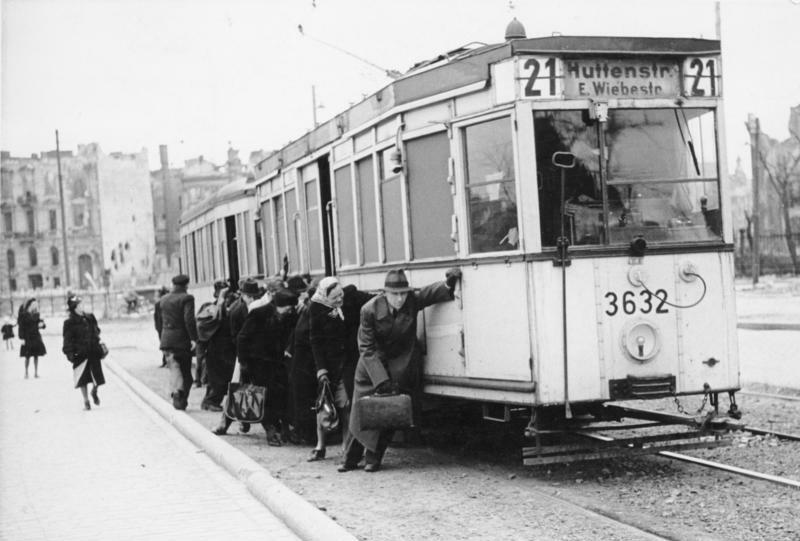
Straßenbahn ohne Strom
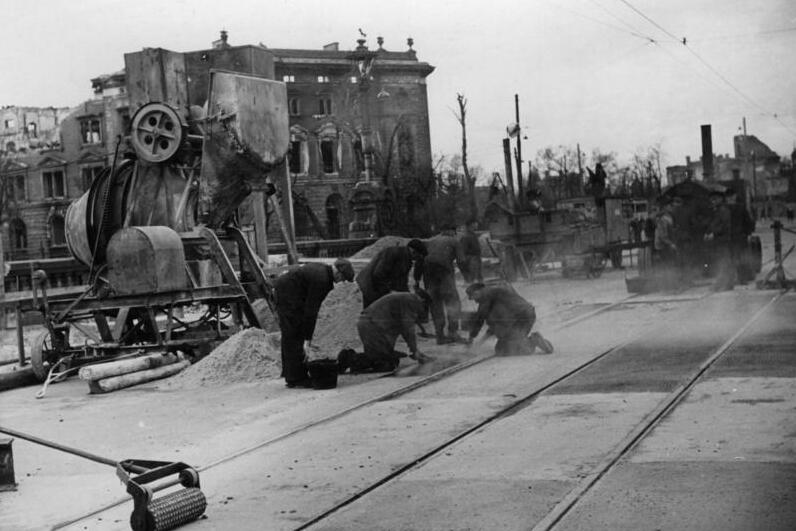
Asphaltieren der Moltkebrücke
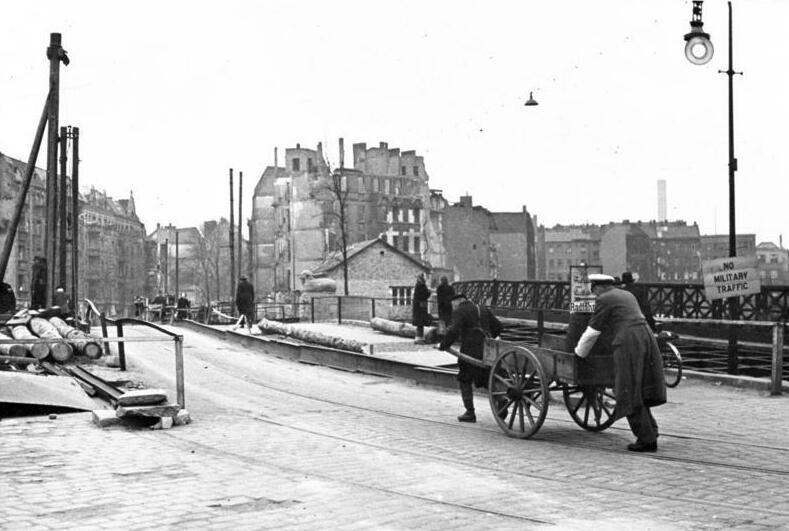
Ein Polizist hilft einem alten Mann, dessen schweren Wagen über eine Brücke zu schieben.
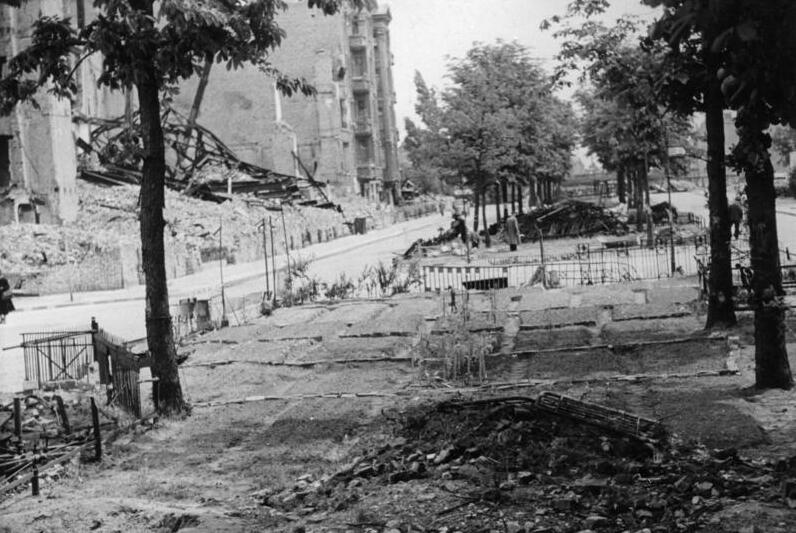
Gemüseanbau auf der Promenade in der Lützowstraße
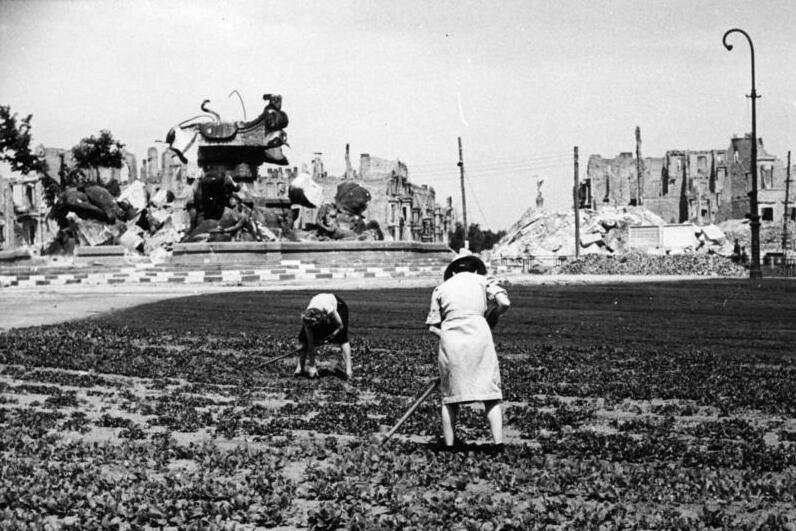
Gemüseanbau auf dem Lützowplatz
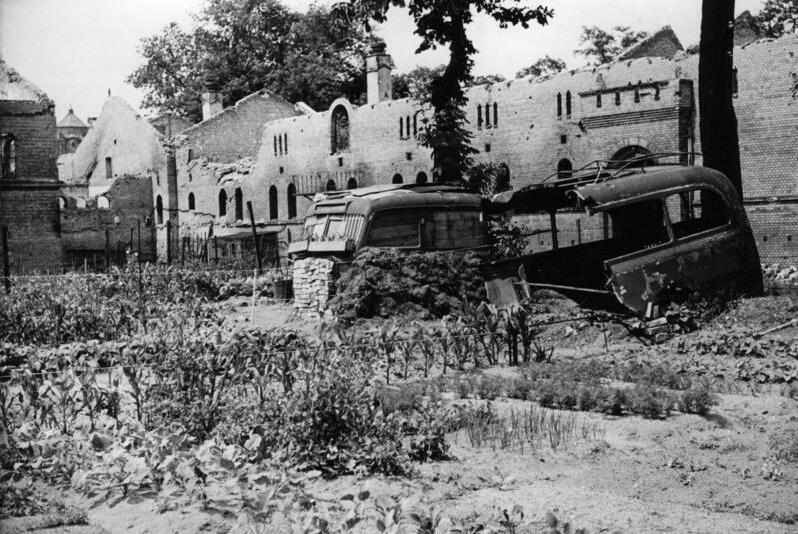
Gemüseanbau auf dem ehemaligen Kasernengelände in der Rathenower Straße
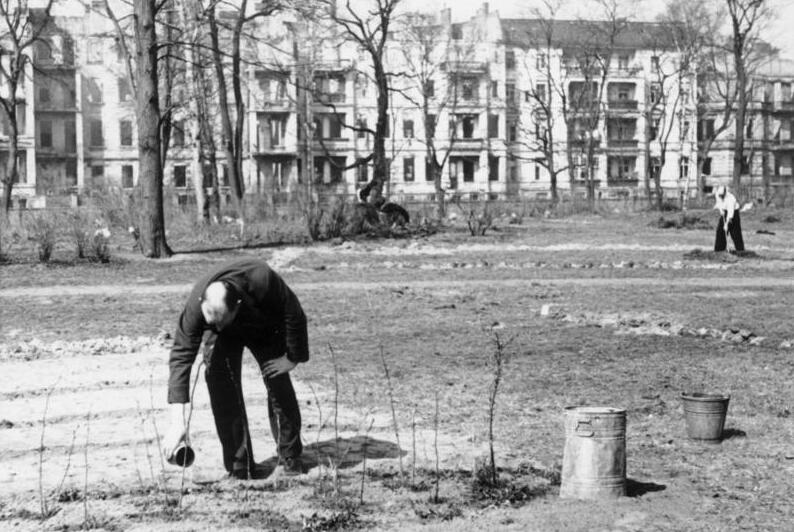
Gemüseanbau im Bellevue-Park
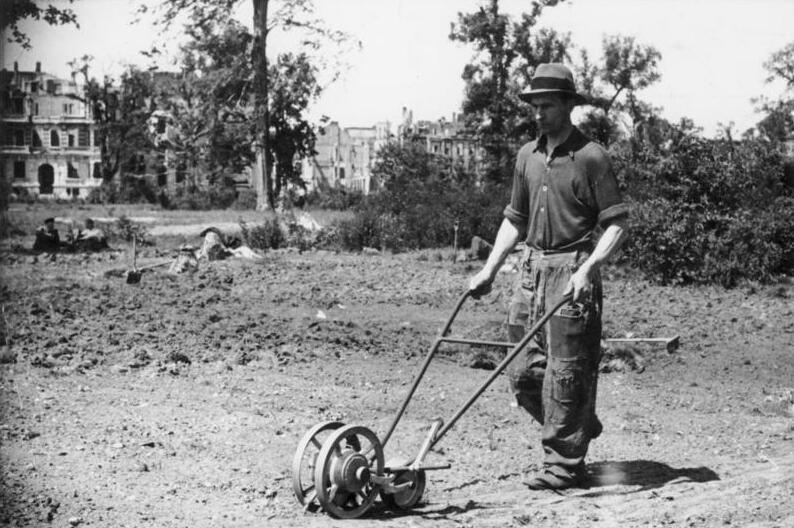
Einsatz einer kleinen Sämaschine im Tiergarten
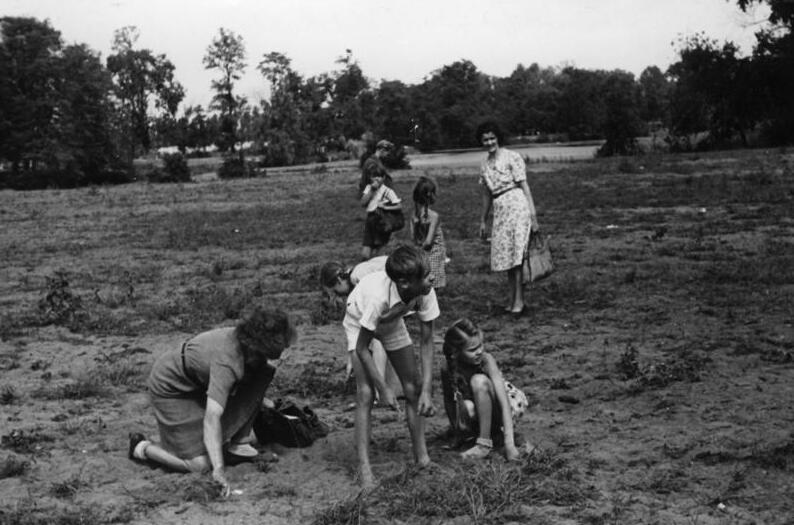
Stoppeln von Möhren im Schlosspark Charlottenburg
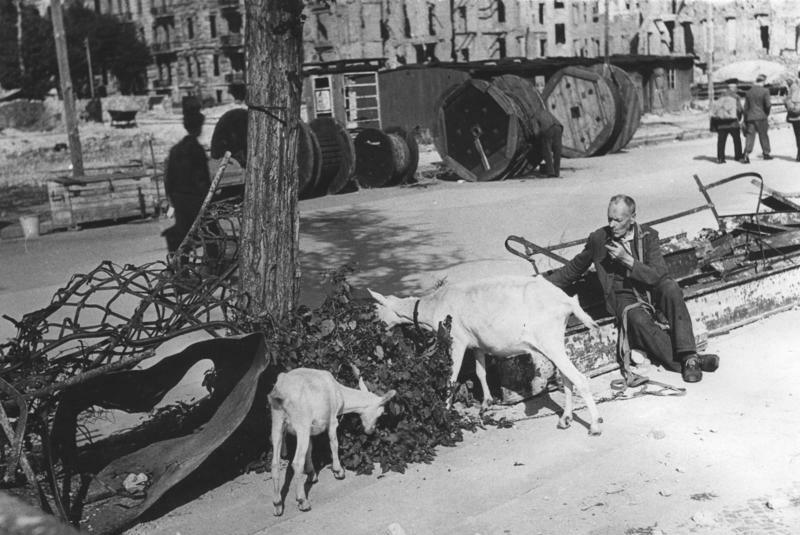
Ziegen auf Futtersuche in Berlin